# Pleistophora
Pleistophora är ett släkte av svampar. Pleistophora ingår i familjen Pleistophoridae, ordningen Microsporida, klassen Microsporea, divisionen Microspora och riket svampar.
| Pleistophora | \| \| Pleistophora cargoi \| \| \| \| |
|              | \| \| Pleistophora cargoi \| \| \| \| |
|              | Pleistophora cargoi                   |
|              |                                       |

|  | Pleistophora cargoi |
|  |                     |